# Rio Bratu (Bâsca Mare)
O Rio Bratu é um rio da Romênia afluente do Rio Bâsca Mare, localizado no distrito de Buzău.